# اللجنة الخاصة المعنية بعمليات حفظ السلام

الدول الأعضاء في اللجنة:
عضوية كاملة
دول مراقبة

اللجنة الخاصة المعنية بعمليات حفظ السلام التابعة للأمم المتحدة، أو C34، هي لجنة تابعة للجمعية العامة للأمم المتحدة. ونركز على القضايا المتعلقة بحفظ السلام. 

## التاريخ
تم إنشاء اللجنة الخاصة في 18 فبراير 1965 بموجب القرار 2006 (د -19).  وكُلِّفت بإجراء استعراض شامل لجميع المسائل المتعلقة بحفظ السلام التابع للأمم المتحدة.
كل سنة تمدد الجمعية العامة الولاية وتدعوها إلى النظر في أي مقترحات جديدة تعمل على تعزيز قدرة الأمم المتحدة على الوفاء بمسؤولياتها في مجال حفظ السلام.  

## أساليب العمل
تعقد اللجنة عادة دورة موضوعية في نيويورك تبدأ في فبراير وتنتهي في مارس. وتستعرض في هذه الجلسة التقدم المحرز بشأن مقترحاتها السابقة، وكذلك تنظر في الجهود الجديدة لزيادة قدرة عمليات الأمم المتحدة لحفظ السلام. وفي نهاية الدورة، تقدم اللجنة توصيات تتعلق بالسياسات من خلال تقرير اللجنة الخاصة المعنية بعمليات حفظ السلام . 
تقدم اللجنة تقارير إلى الجمعية العامة عن أعمالها من خلال اللجنة الرابعة (المسائل السياسية الخاصة وإنهاء الاستعمار).  

## عضوية
تتوزع عضوية اللجنة بين الأعضاء والمراقبين. والأعضاء الكاملون هم في الغالب من المساهمين السابقين أو الحاليين في عمليات حفظ السلام.  

### أعضاء كاملون
- الإكوادور
- الأرجنتين
- الأردن
- البرازيل
- البرتغال
- البوسنة والهرسك
- الجبل الأسود
- الجزائر
- الدنمارك
- السلفادور
- الصين
- العراق
- الغابون
- الفلبين
- الكاميرون
- الكونغو
- الكويت
- المجر
- المغرب
- المكسيك
- النرويج
- النمسا
- النيجر
- الهند
- اليابان
- اليونان
- إثيوبيا
- إرتريا
- إستونيا
- إسرائيل
- إندونيسيا
- إيران
- إيطاليا
- أذربيجان
- أرمينيا
- أستراليا
- أفغانستان
- ألبانيا
- ألمانيا
- أنغولا
- أيرلندا
- آيسلندا
- بابوا غينيا الجديدة
- باراغواي
- باكستان
- بالاو
- بروناي
- بلجيكا
- بلغاريا
- بنغلاديش
- بنين
- بوتان
- بوركينا فاسو
- بوروندي
- بولندا
- بوليفيا
- بيرو
- بيلاروس
- تشاد
- تشيلي
- جامايكا
- جمهورية التشيك
- جمهورية الدومينيكان
- جمهورية الكونغو الديمقراطية
- جمهورية إفريقيا الوسطى
- جورجيا
- جيبوتي
- ساحل العاج
- إسواتيني
- غامبيا
- غانا
- غرينادا
- غواتيمالا
- غيانا
- غينيا
- فرنسا
- فنلندا
- فيجي
- قبرص
- قطر
- قرغيزستان
- كازاخستان
- كرواتيا
- كمبوديا
- كندا
- كوبا
- كوستاريكا
- كولومبيا
- كينيا
- لاتفيا
- لاوس
- لبنان
- لوكسمبورغ
- ليبيا
- ليبيريا
- ليتوانيا
- ليسوتو
- مالاوي
- مالي
- ماليزيا
- مدغشقر
- مصر
- مقدونيا الشمالية
- منغوليا
- موريتانيا
- موريشيوس
- موزمبيق
- ميانمار
- ناميبيا
- نيبال
- نيجيريا
- نيكاراغوا
- نيوزيلندا
- هايتي
- هندوراس
- هولندا

### المراقبون
- الاتحاد الأفريقي
- بوتسوانا
- غينيا الاستوائية
- الاتحاد الأوروبي
- الكرسي الرسولي
- الإمارات العربية المتحدة
- اللجنة الدولية للصليب الأحمر
- المحكمة الجنائية الدولية
- منظمة الشرطة الجنائية الدولية
- المعهد الدولي للديمقراطية ومساعدات الانتخابات
- منظمة التعاون الإسلامي
- المنظمة الدولية للناطقين بالفرنسية
- فرسان مالطة

## المكتب
فيما يلي مكتب اللجنة الخاصة للدورة الثالثة والسبعين للجمعية العامة: 
| الاسم             | الدولة    | المنصب      |
| ----------------- | --------- | ----------- |
| التجاني محمد باند | نيجيريا   | الرئيس      |
| غابرييلا مارتينيك | الأرجنتين | نائب الرئيس |
| مايكل جرانت       | كندا      | نائب الرئيس |
| تاكيشي أكاهوري    | اليابان   | نائب الرئيس |
| ماريوس لويكي      | بولندا    | نائب الرئيس |
| محمد أبو الوفا    | مصر       | المقرر      |